# Knić
Knić (srbskou cyrilicí Кнић) je město a správní středisko stejnojmenné opštiny v Srbsku v Šumadijském okruhu. Nachází se nedaleko Gružanského jezera, u řeky Gruža, asi 16 km jihozápadně od města Kragujevac a asi 31 km severovýchodně od města Čačak. V roce 2011 žilo v Knići 2 166 obyvatel, v celé opštině pak 14 237 obyvatel, z nichž naprostou většinu (98,9 %) tvoří Srbové. Rozloha města je 27,19 km², rozloha opštiny 413 km².
Kromě města Knić k opštině patří dalších 24 sídel; Bajčetina, Balosave, Bare, Bečevica, Borač, Brestovac, Brnjica, Bumbarevo Brdo, Dragušica, Dubrava, Grabovac, Grivac, Gruža, Guncati, Kikojevac, Kneževac, Konjuša, Kusovac, Lipnica, Ljuljaci, Oplanić, Pretoke, Vrbeta, Vučkovica, Zabojnica a Žunje.
Většina obyvatel se zabývá výrobním průmyslem, zemědělstvím, maloobchodem, velkoobchodem, opravami a vyučováním.